# Aleksiej Drozdow
Aleksiej Drozdow (ur. 3 grudnia 1983 w Briańsku) – rosyjski lekkoatleta, wieloboista.
Odnosi sukcesy zarówno na stadionie (dziesięciobój) :
- złoty medal Młodzieżowych mistrzostw Europy w lekkoatletyce (Erfurt 2005)
- brązowy medal podczas Mistrzostw Europy w Lekkoatletyce (Göteborg 2006)
- 4. miejsce na Mistrzostwach Świata w Lekkoatletyce (Osaka 2007)
- 4. lokata podczas mistrzostw świata (Daegu 2011)

jak i w hali (siedmiobój) :
- 6. miejsce w Halowych Mistrzostwach Europy (Madryt 2005)
- 5. miejsce podczas Halowych Mistrzostw Świata (Moskwa 2006)
- 4. lokata na Halowych Mistrzostwach Europy (Turyn 2009)
- brązowy medal halowych mistrzostw świata (Doha 2010)

## Rekordy życiowe
- dziesięciobój lekkoatletyczny – 8475 pkt. (2007)
- siedmiobój lekkoatletyczny (hala) – 6300 pkt. (2010)